# Кошмар на улице Вязов (книги)
Впервые романы из серии Кошмар на улице Вязов появились в 1987 году, когда были выпущены новелизации первых 3 фильмов. Вскоре адаптированы были все части, кроме Последнего кошмара. Кроме того был написан ряд романов с новым персонажами от издательств Tor Books и Black Flame.

## Новелизации
Издательство «St. Martins Mass Market Press» выпустило адаптации первых пяти фильмов: книга «The Nightmares On Elm Street: Parts 1, 2 & 3» за авторством Джеффри Купера (англ. Jeffrey Cooper) вышла в феврале 1987 года, а «The Nightmares On Elm Street: Parts 4 & 5» Джозефа Лока (англ. Joseph Locke) — в июле 1989.
И. Л. Вуд (англ. E. L. Wood) написал адаптацию сценария первой части «Кошмар на улице Вязов» для серии «Истории ужаса» (англ. Tales Of Terror: A Nightmare On Elm Street), которую выпускало издательство «Crestwood House» (от холдинга «Macmillan Publishing Company»). Повесть на 48 страницах в твёрдой обложке вышла в мае 1991 года.
В сентябре 1992 года издательство «Abdo & Daughters» выпускает набор из шести книг, написанных Бобом Италией (англ. Bob Italia) — адаптации первых фильмов в твёрдой обложке и цветными фотографиями для старших школьников. Сюжет фильмов был несколько смягчен в связи с ограничениями по возрасту.
15 ноября 1994 года «Tor Books» выпустило роман «Wes Craven’s New Nightmare», написанную Дэвидом Бергантино (англ. David Bergantino). Стивен Хэнд (англ. Stephen Hand) написал адаптацию «Freddy vs. Jason» для «Simon & Schuster» — книга поступила в продажу 29 июля 2003 года.

## Оригинальные романы

### Tor Books
В середине 90-х в продажу поступила первая серия романов под названием Страшилки Фредди Крюгера (англ. Freddy Krueger’s Tales Of Terror), в которых Крюгер был единственным персонажем, появившемся и в фильмах, и в книгах.
| # | Название        | В оригинале         | Автор                                     | Дата выхода      | Количество страниц |
| --- | --------------- | ------------------- | ----------------------------------------- | ---------------- | ------------------ |
| |                 |                     |                                           |                  |                    |
| 1 | Blind Date      | Свидание вслепую    | Брюс Ричардс (англ. Bruce Richards)       | ноябрь 1994 год  | 156                |
| У Алисии есть всё — красота, талант, и парень-звезда школьной футбольной команды. Почему же она так много времени проводит с чудаком Эваном? Она испытывает жалость к нему, потому что её друзья постоянно над ним шутят. Причём — весьма жестоко. Но симпатия девушки лишь усугубляет ситуацию — чем добрее она с Эваном, тем более жестоки к нему окружающие. И вот — Эван исчезает, а вскоре происходит ужасный несчастный случай. Однако было ли это случайностью? |                 |                     |                                           |                  |                    |
| |                 |                     |                                           |                  |                    |
| 2 | Fatal Games     | Роковые игры        | Брюс Ричардс (англ. Bruce Richards)       | февраль 1995 год | 187                |
| Эл лежал на верхней кровати, наполовину укрытый одеялом. На его покрасневшем и искажённом от ужаса лице выступил пот. Внезапно Эл встал с кровати и словно лунатик подошёл к своему брату Чипу. Прежде чем Чип осознал, что происходит, крепкие руки брата, сомкнулись на его шее. Чип пытался сопротивляться, но хватка была слишком сильной. Юноша понимал, что не может вздохнуть. Чип ударил брата по лицу, но это не помогло, Эл лишь сильнее сжал руки. А Чип чувствовал, как пальцы брата впиваются в его кожу… |                 |                     |                                           |                  |                    |
| |                 |                     |                                           |                  |                    |
| 3 | Virtual Terror  | Виртуальный ужас    | Дэвид Бергантино (англ. David Bergantino) | апрель 1995 год  | 150                |
| Когда Кит доставал свой новый 3-D постер из сумки, юноша вновь почувствовал то тошнотворное ощущение. «Должно быть это всё из-за йогурта, который я ел на завтрак», подумал юноша. Он вновь повернулся к постеру, ища место, куда можно вбить гвоздь. С третьим ударом Кит промахнулся. Юноша закричал и уронил молоток — стекло с треском вылетело из рамы. И только сейчас Кит понял, что это не просто постер — это знамение грядущих событий будущего. Ужасных событий. Даже если ты можешь предвидеть будущее, это не значит, что ты можешь его изменить. И тебе остаётся только ждать, когда твои кошмары станут явью…                                                             |                 |                     |                                           |                  |                    |
| |                 |                     |                                           |                  |                    |
| 4 | Twice Burned    | Дважды сгоревшая    | Дэвид Бергантино (англ. David Bergantino) | июнь 1995 год    | 154                |
| Школьнице Колен Мартини снится один и тот же кошмар, в котором она сгорает заживо. Когда психотерапевт говорит девушке, что в прошлой жизни она была Жанной Д’Арк, Колен начинает подозревать, что её доклад на эту тему — больше, чем просто совпадение. Одержимая необъяснимым страхом, в поисках правды Колен отправляется в библиотеку. Понимая, что происходящие вокруг таинственные события — всего лишь предвестники её скорой гибели, Колен решает любыми способами докопаться до истины. И вскоре девушка понимает, что грани между правдой и вымыслом весьма зыбки… |                 |                     |                                           |                  |                    |
| |                 |                     |                                           |                  |                    |
| 5 | Help Wanted     | Нужна помощь        | Дэвид Бергантино (англ. David Bergantino) | август 1995 год  | 150                |
| Этот год оказался не самым удачным для Лоры Уокер — её бросил парень, девушка потеряла должность спасателя в местном бассейне. Но вот Лора влюбляется в новенького юношу. Он работает в местном госпитале, а Лора от него просто без ума. Самое главное, он не похож на её предыдущего парня Честера. Кажется, юноша тоже проявляет интерес к Лоре, и возможно, это лето будет не таким уж и ужасным, как она думала. Но когда в городе появляется маньяк-убийца, Лора должна лицом к лицу встретиться со своими страхами и преодолеть все подозрения, касательно новенького юноши. Сбудутся ли мечты Лоры? Или они станут страшными кошмарами?…                                         |                 |                     |                                           |                  |                    |
| |                 |                     |                                           |                  |                    |
| 6 | Deadly Disguise | Смертельное обличье | Дэвид Бергантино (англ. David Bergantino) | октябрь 1995 год | 116                |
| В Спринвуде наступает Хэллоуин. Главное место событий — вечеринка в старом особняке Эплби, устраиваемая Джеком Спайдером. Джек поменял фамилию, когда ему исполнилось восемь — именно тогда он получил роль в успешном телесериале. Как и у многих детей-звёзд, у Джека было множество возможностей. И когда его родители погибли в страшной автокатастрофе, он не захотел возвращаться в родной город. Теперь Джек — кумир подростков устраивает в родном Спринвуде безбашенную вечеринку. Однако по слухам, нестчасный случай испортил прекрасную внешность юноши. Теперь единственное, что хотят знать все жители Спринвуда — так ли ужасен и отвратителен Джек, как пишут в газетах? |                 |                     |                                           |                  |                    |
| |                 |                     |                                           |                  |                    |

### Black Flame
В 2005 году издательство «Black Flame» по лицензии «New Line Cinema» выпустило серию романов «House Of Horror» для взрослой аудитории:
| # | Название                     | В оригинале                 | Автор | Дата выхода           | Количество страниц |
| --- | ---------------------------- | --------------------------- | --- | --------------------- | ------------------ |
| |                              |                             | |                       |                    |
| 1 | Suffer The Children          | Принося страдания           | Дэвид Бишоп (англ. David Bishop)                                                                         | 26 апреля 2005 год    | 404                |
| Александру Корвин преследуют страшные ночные кошмары. Она только что переехала в Спринвуд, штат Огайо. Город, в котором на протяжении многих лет живёт Зло, скрываемое его жителями… После того, как отец оставил Александру и её мать Джойс, жизнь девушки не складывается: пристрастие к наркотикам и плохая компания — всего лишь вершина айсберга. Желая сбежать от проблем, Алекс совершает попытку самоубийства, но Джойс вовремя спасает дочь. Так они оказываются в милом городке Спринвуде. Когда они въезжают в дом № 1428 на улице Вязов, всё становится ещё хуже. Алекс полностью замыкается в себе, не желая ни с кем говорить. Плюс ко всему, её мучают кошмары — её снится странный человек со шрамами, с ножами вместо пальцев. Проснувшись, девушка понимает, что всё, произошедшее во сне, отражается и на действительности, включая следы порезов. Ситуация осложняется тем, что Джойс находит окровавленную одежду Алекс, и девушке приходится объясняться с матерью. Зная, что она решит, будто Алекс вновь принимает наркотики, девушке приходится лгать Джойс… |                              |                             | |                       |                    |
| |                              |                             | |                       |                    |
| 2 | Dreamspawn                   | Порождения снов             | Криста Фауст (англ. Christa Faust)                                                                       | 26 апреля 2005 года   | 407                |
| «Они придут за тобой…» Джейн ДеХэан — не сходится с людьми. Каждый раз, как её мать меняет работу, они переезжают. Но вот ещё жизнь в который раз меняется… Девушка встречает группу таких же девушек, как и она сама. Вместе со специалистом в области визуальных эффектов Лолой Коул и капитаном группы поддержки Эмбер Данн, они основывают тайное женское общество, которое называют «Армией мстительниц». Вскоре к ним присоединяется Роуз Гибсон, чьи отношения с одноклассниками оставляют желать лучшего. Девушки решают противостоять Фредди. Как бы то ни было, Роуз становится на их пути, и правда всплывает на поверхность: её вовсе не насиловали. Она придумала это, чтобы влиться в группу, и Брендон здесь ни при чём. Понимая, что теперь они могут доверять юноше, Джейн просит Брендона о помощи, но уже слишком поздно — полиция готова обвинить ребят в убийствах. Однако им удаётся сбежать. У девушек появляется план, согласно которому они должны перехитрить Фредди, когда он придёт за своей перчаткой, и сбежать из мира снов, вовремя вернувшись в реальный мир. Но, оказавшись в школьной котельной, «Мстительницы» сталкиваются с Роуз… Смогут ли они спасти школу? Или новые смерти последуют одна за другой?                                    |                              |                             | |                       |                    |
| |                              |                             | |                       |                    |
| 3 | Protege                      | Протеже                     | Тим Ваггонер (англ. Tim Waggoner)                                                                        | 27 сентября 2005 года | 408                |
| Семнадцатилетняя Джоанна Ларкин узнаёт, что она беременна. Она и её парень Дон Старки поняли, что жизнь больше не будет прежней. Но они даже не догадывались, насколько были правы… Однажды ночью, по дороге Джоанна засыпает и видит во сне Фредди Крюгера, который собирается использовать неродившегося малыша для того, чтобы вернуться в Спринвуд. Он убивает Джоанну и наполняет разум ребёнка злобой и неконтролируемой яростью. Мальчик выживает, и Дон решает растить сына в одиночку. Вскоре он женится на девушке Линн. Вместе они воспитывают Джерома. На протяжении следующих лет, Джером проявляет себя очень агрессивным юношей. Постоянные драки в школе заставляют Дона и Линн вести себя жёстко с Джеромом. Сейчас Джерому 17 лет, у него есть подружка Шерил и лучший друг Эл — единственные люди, с которыми юноша по-настоящему близок. Но когда мальчик начинает видеть кошмары, он обращается к своей тёте Ребекке для того, что бы понять смысл своих снов… Всё это время, ей удавалось защищать мальчика от Крюгера, но теперь Зло внутри Джерома начинает набирать силу. Когда же близкие Джерому люди начинают умирать один за другим, юноша понимает, что пришло время остановить маньяка. Если же нет, то у Крюгера появится весьма опасный протеже… |                              |                             | |                       |                    |
| |                              |                             | |                       |                    |
| 4 | Perchance To Dream           | Случайное сновидение        | Наташа Родс (англ. Natasha Rhodes)                                                                       | 28 февраля 2006 года  | 412                |
| Жизнь Джейкоба Джонсона — настоящий Ад. Уже пять лет он находится в психиатрической клинике Уэстен Хиллс. Джейкоба преследует Фредди Крюгер, убивший многих жителей города, в том числе и его отца, Дена Джордана. Но Джейкоб обладает удивительной способностью — он не позволяет жителям города видеть сны, что мешает Крюгеру найти новых жертв. Поэтому он пытается добраться до Джейкоба. Когда Джейкоб отказывается подчиняться Крюгеру, маньяк заставляет юношу совершить убийства — и вот уже четверо пациентов клиники мертвы. Оказавшись в полиции, Джейкобу удаётся сбежать и неожиданно найти союзника в лице Джека Кейна — своего надсмотрщика, который преследует свои зловещие цели. Вскоре Джейкоб понимает, что знает о Крюгере больше, чем предполагал, и это знание может лишить юношу его сил… Тем временем, Элла Гаррис — журналистка школьной газеты пишет статью о том, почему жителям Спринвуда больше не снятся сны. Но когда её статья попадает не в те руки, спринвудская полиция начинает задавать девушке много вопросов. После этого жизнь Эллы и её друзей — Джен, Генри и Никки — меняется страшным образом… Сможет ли Джейкоб и дальше сдерживать Фредди, или же Крюгеру вновь удастся вернуться на улицу Вязов…                                 |                              |                             | |                       |                    |
| |                              |                             | |                       |                    |
| 5 | The Dream Dealers            | Торговцы снами              | Джеффри Томас (англ. Jeffrey Thomas)                                                                     | 11 июля 2006 года     | 416                |
| Действие происходит в недалёком будущем. Сны можно записывать с помощью некой системы, называемой Коробка снов. Для создания новой программы, принято решение записать сны бывших жертв Фредди Крюгера. Программа испытывается на группе ребят, которые не только переживают сны о Крюгере, но и начинают видеть свои собственные кошмары. Один из ребят создаёт «пиратскую» копию программы и распространяет её в Интернете. А это значит, что власть Фредди становится безграничной… |                              |                             | |                       |                    |
| |                              |                             | |                       |                    |
| 6 | Ripped From A Dream: Omnibus | Вырванный из сна: Коллекция | Дэвид Бишоп (англ. David Bishop), Криста Фауст (англ. Christa Faust) и Тим Уоггонер (англ. Tim Waggoner) | октябрь 2006 года     | 768                |
| Это собрание первых трёх романов издательства Black Flame — ПРИНОСЯ СТРАДАНИЯ, ПОРОЖДЕНИЕ СНОВ и ПРОТЕЖЕ. В каждой из этих историй Фредди Крюгер пытается пересечь границы снов и реальности, убивая жителей города Спринвуд в их кошмарах… |                              |                             | |                       |                    |
| |                              |                             | |                       |                    |

### Сборник рассказов
«Futura Press» выпустила в 1991 году книгу рассказов «Freddy Krueger’s Seven Sweetest Dreams», написанную Мартином Гарри Гринбергом (англ. Martin Harry Greenberg). В неё вошло 7 коротких историй:
1. Заснувший за рулём (англ. Asleep At The Wheel)
2. Портфель, полный костей (англ. Briefcase Full Of Bones)
3. Где я был перед сном (англ. Miles To Go Before I Sleep)
4. Смерть Фредди (англ. Le Morte De Freddy)
5. Мёртвое шоссе, потерянные дороги (англ. Dead Highway, Lost Roads)
6. Закрой мои глаза, и я поцелую тебя (англ. Close My Eyes & I’ll Kiss You)
7. Больше, чем работа (англ. Not Just A Job)